# مايكل في كنودسن
مايكل في كنودسن (بالدنماركية: Michael V. Knudsen) مواليد 4 سبتمبر 1978 في هوبرو، هو لاعب كرة يد دانمركي. مثل منتخب الدنمارك لكرة اليد. شارك في دورة الألعاب الأولمبية الصيفية سنة 2008. حقق المركز الأول في بطولة أوروبا لكرة اليد للرجال 2008.

## سجل المنافسة
شارك في البطولات التالية:
- بطولة أوروبا لكرة اليد للرجال 2014
- الألعاب الأولمبية الصيفية 2012

## الإنجازات
- الدوري الدنماركي لكرة اليد:
  -  ذهبية: 2015–16

## روابط خارجية
- مايكل في كنودسن على موقع الاتحاد الأوروبي لكرة اليد (الإنجليزية)
- مايكل في كنودسن على موقع أوليمبيديا (الإنجليزية)